# Astridia
Az Astridia a szegfűvirágúak (Caryophyllales) rendjébe, ezen belül a kristályvirágfélék (Aizoaceae) családjába tartozó nemzetség.

## Előfordulásuk
Az Astridia-fajok természetes előfordulási területe a Dél-afrikai Köztársaságban, valamint Namíbiában található meg.

## Rendszerezés
A nemzetségbe az alábbi 13 faj tartozik:
- Astridia alba (L.Bolus) L.Bolus
- Astridia citrina (L.Bolus) L.Bolus
- Astridia dinteri L.Bolus
- Astridia dulcis L.Bolus
- Astridia hallii L.Bolus
- Astridia herrei L.Bolus
- Astridia hillii L.Bolus
- Astridia longifolia (L.Bolus) L.Bolus
- Astridia lutata (L.Bolus) H.Friedrich ex H.E.K.Hartmann
- Astridia rubra (L.Bolus) L.Bolus
- Astridia speciosa L.Bolus
- Astridia vanheerdei L.Bolus
- Astridia velutina Dinter - típusfaj